# Luka Pavićević
Luka Pavićević, né le 17 juin 1968 à Podgorica (Monténégro), est un joueur et entraîneur yougoslave puis monténégrin de basket-ball.

## Biographie
Membre de la génération yougoslave de basketteurs des années 1980 et 1990, il gagne la Coupe d'Europe des jeunes de 1986 à Gmunden en Autriche, où il marque en moyenne 11,3 points par match (79 points au total) ; il participe également à l'équipe qui remporte le Championnat du monde des 19 ans et moins en 1987 à Bormio en Italie.
Il débute dans la ligue yougoslave avec le KK Budućnost Podgorica en 1982, puis rejoint l'équipe universitaire américaine des Utes de l'Utah, et enfin revient en Yougoslavie pour jouer au Cibona Zagreb, au Jugoplastika Split et au Radnički. 
En tant qu'entraîneur, il dirige le Panionios, l'ALBA Berlin puis la Chorale de Roanne, club qu'il rejoint en 2011 en remplacement de Jean-Denys Choulet. Il signe un nouveau contrat de trois ans en mai 2013. En 2014 Luka Pavićević quitte ce club après une quinzième place au terme de saison 2013-2014, place qui envoie la chorale en Pro B. Son adjoint, Frédéric Brouillaud le remplace à la tête de la Chorale.

## Clubs

### Joueur
- 1982-1984 :  KK Budućnost Podgorica[7]
- 1985-1987 :  Utah University[7]
- 1987-1988 :  Cibona Zagreb[7]
- 1988-1991 :  Jugoplastika Split[7]
- 1991-1992 :  Radnički Beograd
- 1992-1994 :  Hapoel Ironi Nahariya
- 1994-1995 :  Proleter Zrenjanin
- 1995-1996 :  Étoile rouge de Belgrade
- 1996-1997 :  KK Zeleznik
- 1997-1998 :  KK Beobanka Beograd (en)
- 1998-1999 :  Étoile rouge de Belgrade
- 1999-2000 :  Soproni Aszok KC
- 2000-2001 :  Tapiolan Honka Espoo
- 2001 :  WTK Włocławek
- 2001-2002 :  KK Rabotnicki Skopje
- 2001-2002 :  Besançon Basket Comté Doubs
- 2002-2003 :  Étoile rouge de Belgrade

### Entraîneur
- 2006-2007 :  Panionios
- 2007-2011 :  ALBA Berlin
- 2011-2014 :  Chorale de Roanne
- 2015-2016 :  FK Budućnost Podgorica

### Sélectionneur
- 2012-2014 :  Équipe du Monténégro de basket-ball
- Depuis 2016 :  Équipe du Japon de basket-ball[8]